# 马蒂亚斯·埃茨贝格尔
马蒂亚斯·埃茨贝格尔（德語：Matthias Erzberger，1875年9月20日—1921年8月26日），德国政治家，1919年至1920年担任德意志帝国财政部长。 
作为中央党人，他从1917年开始反对第一次世界大战 ，并且作为帝国政府的授权代表签署了德国和同盟国之间的停战协议，因此他被右翼恐怖集团“执政官组织”（Organisation Consul）暗杀。 